# Pastel Wind
Pastel Wind est un groupe de musique d'idoles japonaises créé en 2012. Il est respectivement le sixième sous-groupe de Sakura Gakuin à se former après Twinklestars, BABYMETAL, Minipati, SCOOPERS, et sleepiece. Le groupe fait partie d'un des clubs d’activité périscolaire de Sakura Gakuin qui est le Tennis Club (テニス部), sur le thème du tennis.

## Histoire
Le groupe se forme en 2012 avec les membres de la 1re génération de Sakura Gakuin (Nene Sugisaki en tant que "leader" et Marina Horiuchi) ainsi que les membres de la 3e génération (Yunano Notsu et Hana Taguchi) après la formation des deux premiers sous-groupes ; Pastel Wind fait sa première apparition au Tokyo Idol Festival 2012 le 4 et 5 août 2012. Lors des concerts donnés par Sakura Gakuin, le groupe peut faire quelques petites apparitions en solo pour chanter leurs propres chansons en public. Les membres apparaissent fréquemment avec des vêtements spécialement portés pendant le tennis (robes et chaussures de sport) accompagnés des raquette cordées.
Le groupe apparaît pour la première fois sur les disques de Sakura Gakuin avec sa première chanson Scoreboard ni Love ga Aru, figurant le 3e album du groupe-mère Sakura Gakuin 2012-nendo ~My Generation~ publié en mars 2013.
Mais le 5 mai 2013, Marina Horiuchi quitte Pastel Wind et Saki Ōga, qui joint Sakura Gakuin le 6 mai 2012 en tant que membre de la 4e génération, est choisie pour joindre également Pastel Wind peu après le départ de Marina. Le groupe enregistre sous cette nouvelle formation une autre chanson qui figurera sur le 7e single de Sakura Gakuin Jump Up ~Chiisana Yūki~ et en même temps sur le quatrième album Sakura Gakuin 2013-nendo ~Kizuna~.
La leader Nene Sugisaki a quitte le groupe après avoir obtenu son diplôme de Sakura Gakuin le 30 mars 2014 en même temps que les trois autres derniers membres (Marina Horiuchi, Raura Iida et Hinata Satō) issues de la 1re génération du groupe.
Le groupe n’enregistre plus de disques et devient donc inactif.
En mars 2015, ce sont les membres Yunano Notsu, Hana Taguchi qui sont diplômées de Sakura Gakuin et quittent simultanément Pastel Wind.
En mars 2016, Saki Ōga, le seul membre actif au sein de Pastel Wind depuis un an, est diplômée de Sakura Gakuin et quitte celui-ci et ce groupe en conséquence.

## Membres
- juillet 2012 - mai 2013 : Marina Horiuchi, Nene Sugisaki, Yunano Notsu, Hana Taguchi
- mai 2013 - mars 2014 : Nene Sugisaki, Yunano Notsu, Hana Taguchi, Saki Ōga
- mars 2014 - mars 2015 : Yunano Notsu, Hana Taguchi, Saki Ōga
- mars 2015 - mars 2016 : Saki Ōga

## Chansons
| Année | Titre                                          | De l'album/single                                           | Interprétée par                                            |
| ----- | ---------------------------------------------- | ----------------------------------------------------------- | ---------------------------------------------------------- |
| 2013  | Scoreboard ni Love ga Aru (ハッピーバースデー) | Sakura Gakuin 2012-nendo ~My Generation~                    | Marina Horiuchi, Nene Sugisaki, Yunano Notsu, Hana Taguchi |
| 2014  | Yosoijō no Smash (予想以上のスマッシュ)        | Jump Up ~Chiisana Yūki~ et Sakura Gakuin 2013nendo ~Kizuna~ | Nene Sugisaki, Yunano Notsu, Hana Taguchi, Saki Ōga        |